# ビーチクラフト クイーンエア

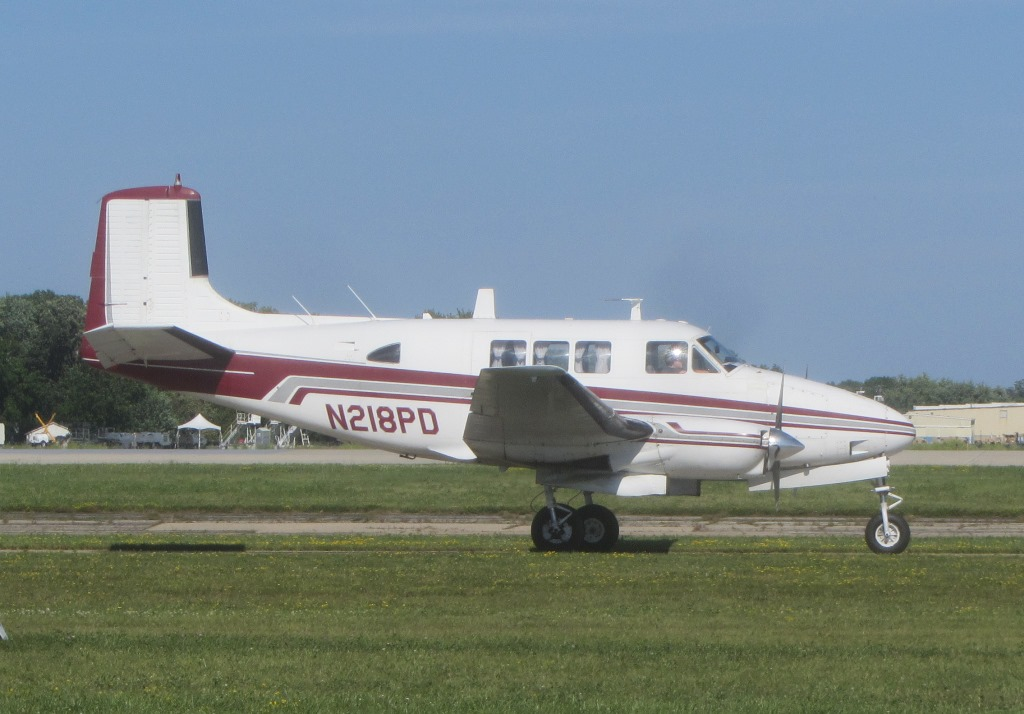
モデル65 クイーンエア

ビーチクラフト クイーンエア（英: Beechcraft Queen Air）は、ビーチ・エアクラフト社が開発したレシプロ双発ビジネス機。

## 概要
前作ツイン・ボナンザをベースに胴体断面の直径を大きくし、より強力なエンジンを搭載した機体である。また、完全な計器飛行用機器を標準装備するだけでなく、自動操縦装置や気象レーダーもオプションで搭載でき、当時の旅客機に匹敵する能力を有していた。大きく分けてモデル65/70/80/88の4種類が存在する。
元はアメリカ陸軍がL-23 セミノールの名称で運用していたツイン・ボナンザの後継として開発を求めたもので、ビーチ社は僅か4ヶ月で試作機を開発し、1958年8月26日に初飛行を行った。翌年にはアメリカ陸軍の評価用の機体を初飛行させ、評価試験の結果L-23Fとして正式採用された。元々高性能で操縦性も良好だったツイン・ボナンザに広くて使いやすい胴体が組み合わされたことで、民間でもビジネス機として好評を博した。
1978年末まで製造され、総生産数は約510機。また、本機をベースにターボプロップ化した機体がキングエアである。

## 派生型

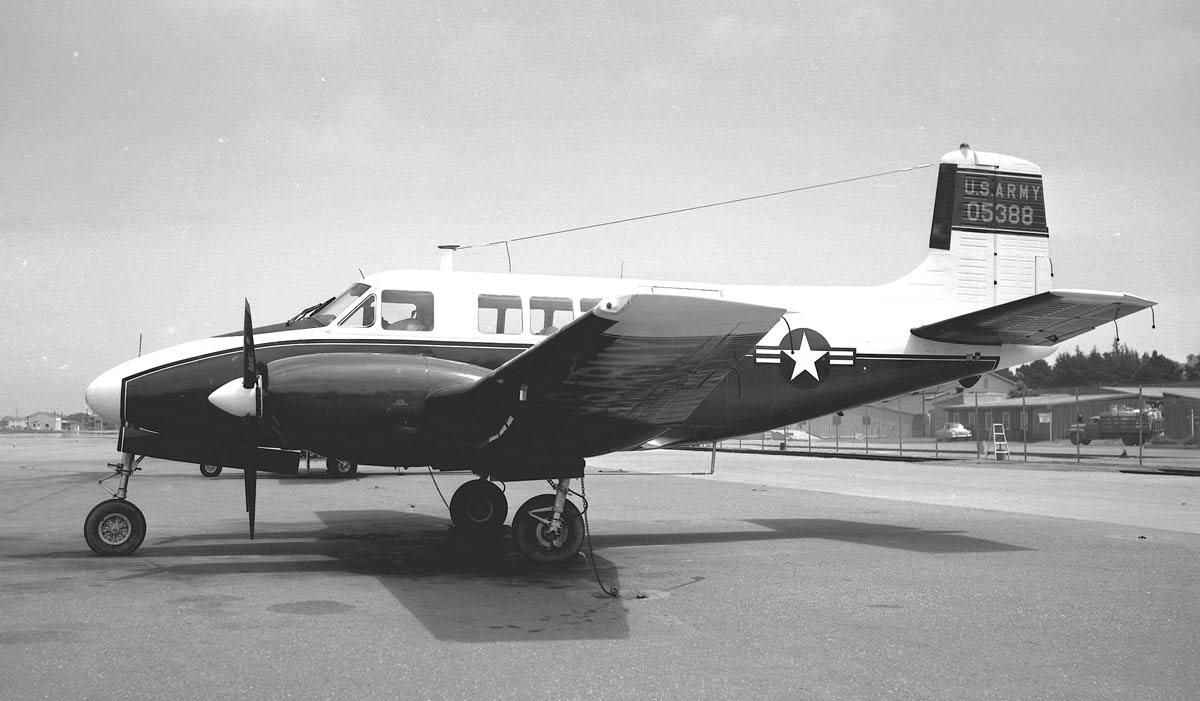
L-23F セミノール

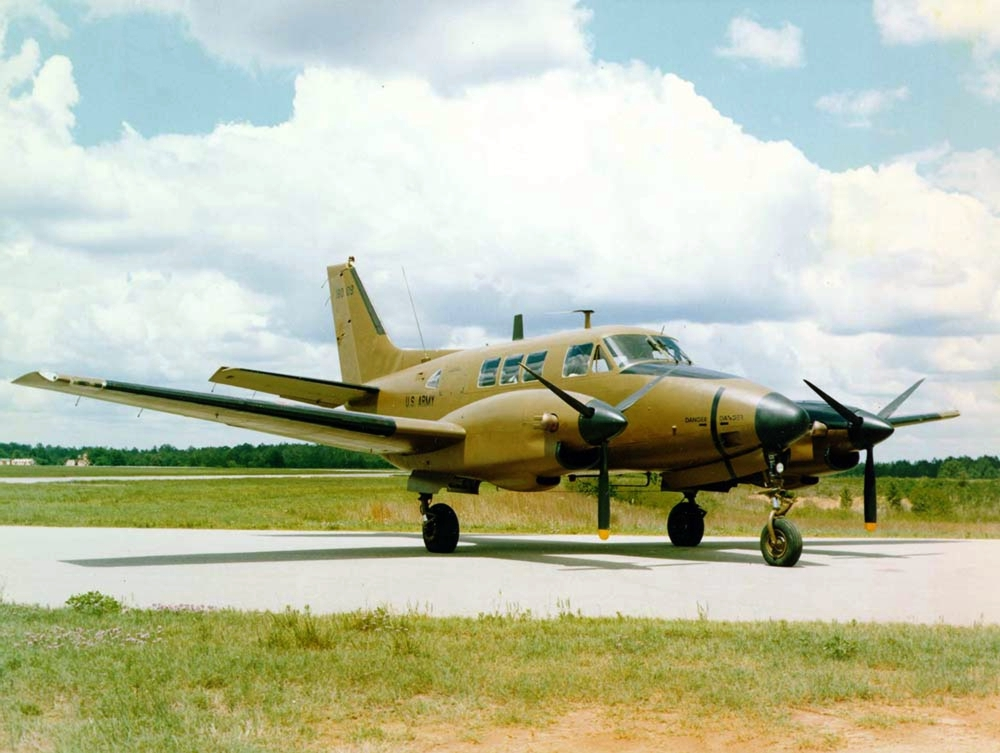
U-21A ユート

モデル65（1960年）
最初の量産型。
モデルA65（1967年）
後退角付き垂直尾翼を装備し、燃料搭載量を増加。
モデル80（1961年）/A80（1964年）/B80（1966年）
大出力型。モデルA80からは翼幅が伸び、より大きな重量での運行が可能になった。
モデル70（1968年）
モデルA65にモデルB80の主翼を組み合わせた機体。
モデル88（1965年）
モデルB80に丸型の客室窓を備えた与圧型。
L-23F セミノール
アメリカ陸軍向け。後にU-8Fと改称され、さらに改修により収容力が高められた機体はU-8Gとなった。
U-21 ユート（Ute）
アメリカ陸軍向け。愛称はネイティブアメリカン部族のユート族に由来する。
エンジンをターボプロップエンジンに変更した点はキングエアと同様だが、キングエアの試作型であるモデル87をベースとしたため、胴体はクイーンエアのものをそのまま利用している。そのため客室窓が四角いままである点がキングエアとの最大の違い。電子偵察機型のRU-21も存在する。
なお、F/G型はキングエアシリーズがベースとなっている。

## 採用国（軍用）

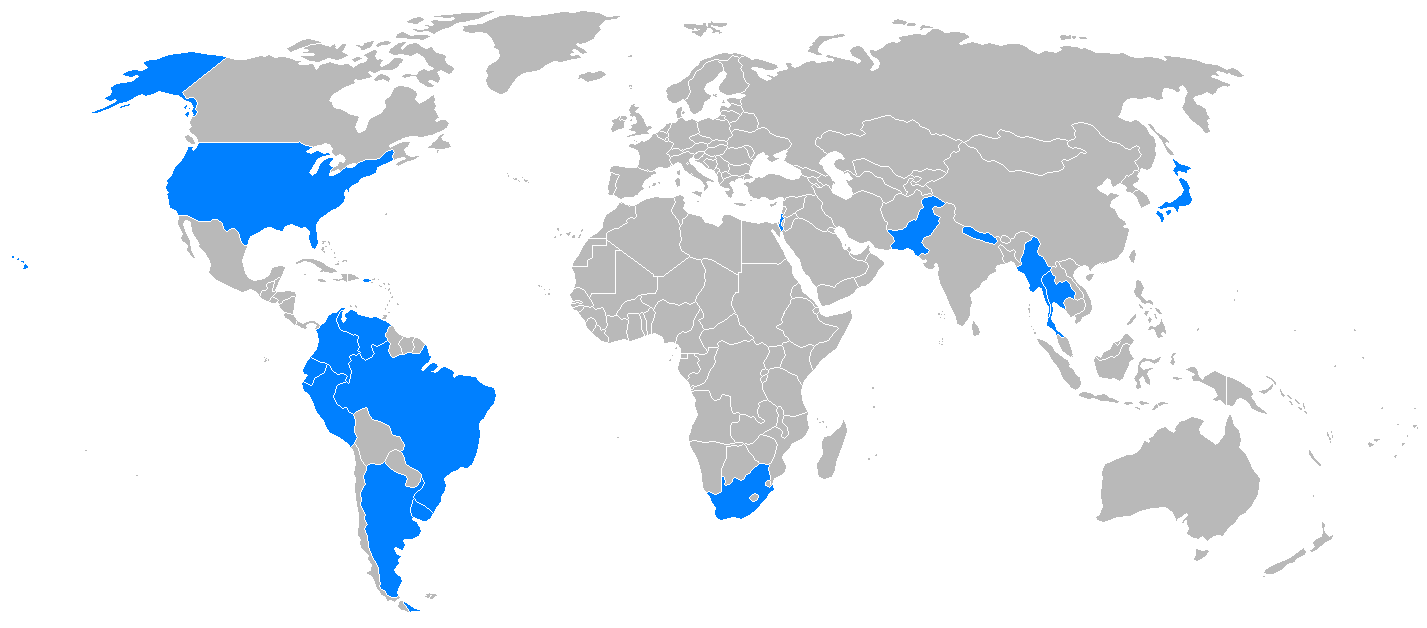
採用国（軍用）

- アメリカ合衆国
- アルゼンチン
- イスラエル
- ウルグアイ
- エクアドル
- コロンビア
- タイ
- ドミニカ共和国
- ネパール
- ハイチ
- パキスタン
- ビルマ
- フィリピン
- ブラジル
- ベネズエラ
- ペルー
- 南アフリカ共和国

### 日本での運用
日本で最初にクイーンエアを採用したのは国土地理院で、1960年に輸入した1機のモデル65を写真測量機として使用したが、間もなく海上自衛隊に運行を委託し、B-65Pの形式と「くにかぜ」の愛称が与えられた。その後、海上自衛隊もSNB-4/5の後継として採用を決め、1963年から1970年にかけてモデル65を19機、モデルA65を9機導入、どちらもB-65の名称で多発機パイロットの計器飛行訓練に使用した。なお、愛称は異なり「うみばと」である。1974年から後継機のTC-90の配備が開始されたため余剰機が連絡機に転用されたが、その後LC-90と交代して退役した。B-65Pも1983年にUC-90「くにかぜII」と交代している。
なお、モデルA65の内5機は航空自衛隊の委託管理機であり、1980年に海上自衛隊から返却され、連絡・人員輸送機として航空総隊司令部飛行隊と南西支援飛行班に配備され1999年まで運用された。後継となったのはU-4である。
航空宇宙技術研究所（NAL、現・JAXA）では、1978年度に可変安定応答実験機（Variable Stability and Response Airplane：VSRA）に改造して、実験を行った。後に訓練・実習機材として石川県の日本航空学園に寄贈される。

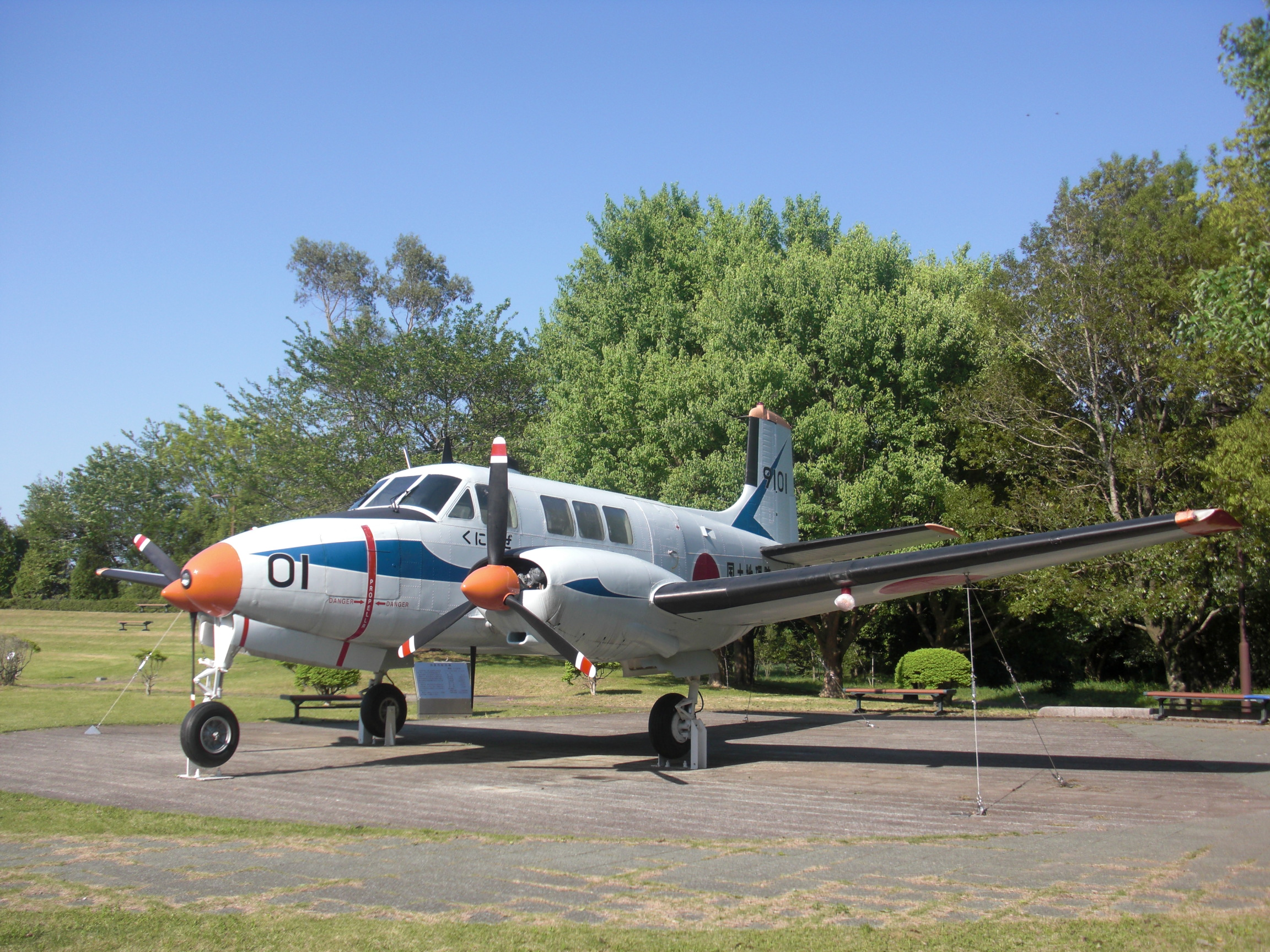
地図と測量の科学館で屋外展示される海上自衛隊のB-65P「くにかぜ」
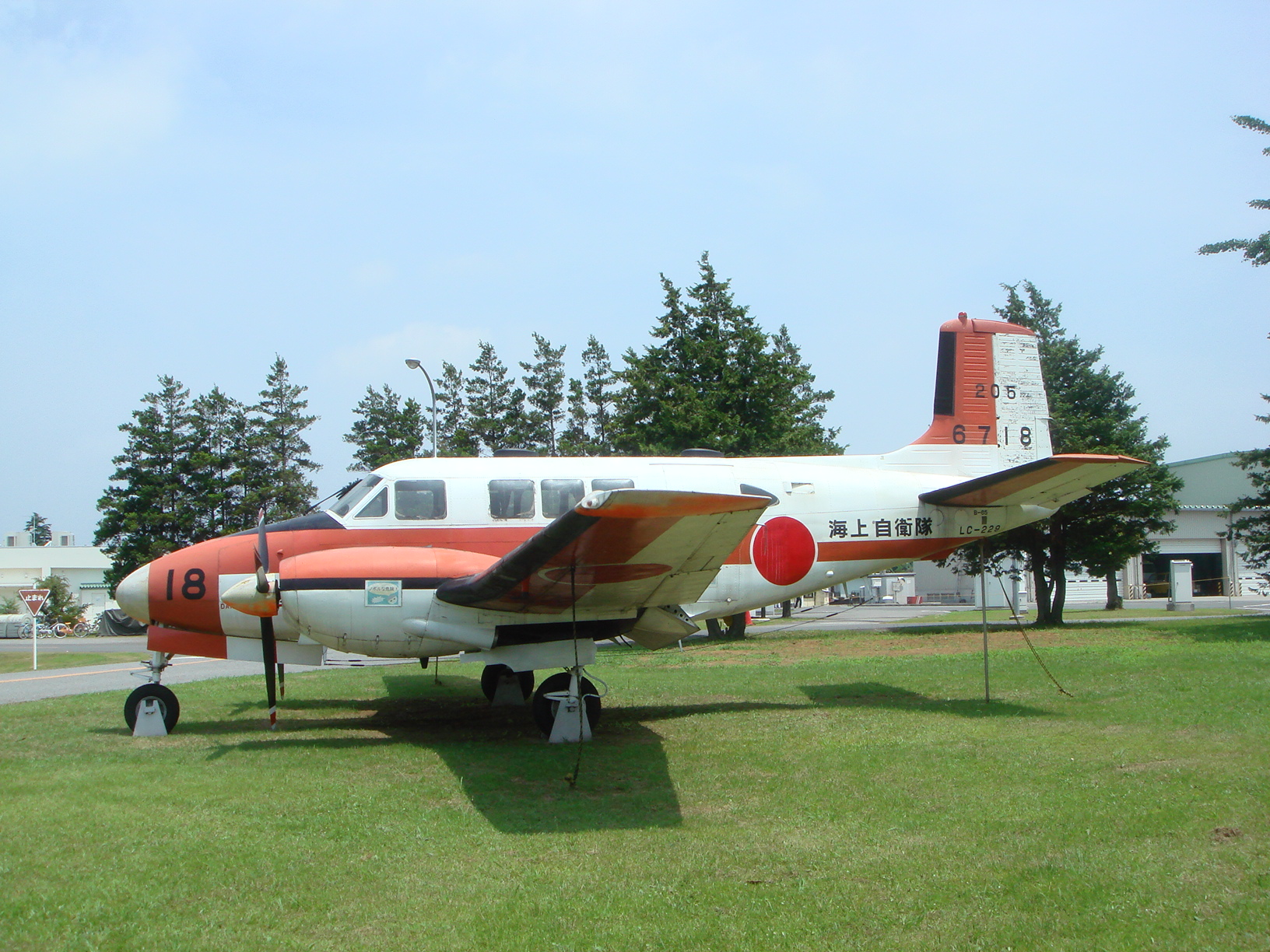
下総航空基地にて展示される海上自衛隊のB-65
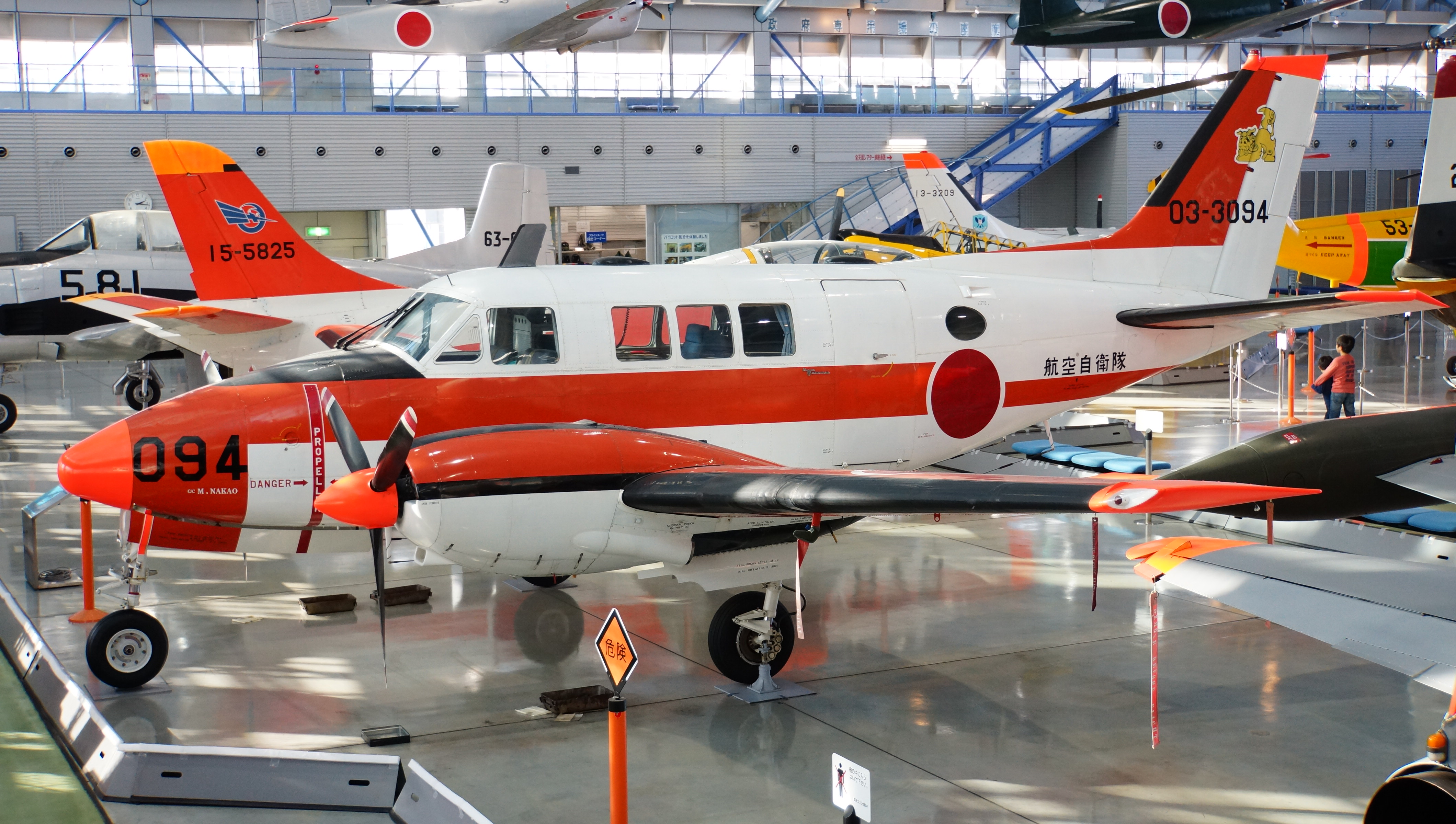
浜松基地広報館にて展示される航空自衛隊のB-65（モデルA65）

## 諸元（モデルB80）
- 全長：10.82 m
- 全幅：13.98 m
- 全高：4.33 m
- 翼面積：25.72 m2
- 空虚重量：2,449 kg
- 最大離陸重量：3,493 kg
- エンジン：アブコ・ライカミング IGSO-540-A1E6 水平6気筒ピストンエンジン（340馬力） × 2
- 最大速度：385 km/h=M0.31（高度12,000 ft）
- 巡航速度：344 km/h=M0.28（高度15,000 ft）
- 実用上昇限度：9,540 m
- 航続距離：2,671 km
- ペイロード：乗客最大7名
- 乗員：2名